# Princesa Eréndira
La princesa Eréndira va ser una resistent indígena mexicana integrant de la noblesa P'urhépetxa que va viure entre 1503 i 1529,

## Vida
Eréndira tenia entre 16 i 17 anys quan els espanyols van arribar a Mèxic. El cazonci (monarca) de l'Imperi purépetxa, Tangaxuan II, havia cedit el seu regne i la seva gent als espanyols després de veure la caiguda de l'Imperi Asteca davant dels espanyols.
La història del paper posterior de la princesa Eréndira com a heroïna es basa en la tradició i pot reflectir o no l'actualitat, ja que no hi ha registres contemporanis de la seva existència. Segons la llegenda popular, va liderar una guerra contra els espanyols. Instal·lant la base en un turó, va atacar els espanyols que arribaven. Es diu que va matar un cavaller espanyol i li va robar el cavall i, posteriorment, el va utilitzar per entrenar a altres persones a l'equitació. Durant una batalla, alguns guerrers espanyols van trobar i assassinar el pare d'Eréndira mentre dormia. Eréndira va saber de la seva mort i el va anar a veure. Segons la tradició, va ser quan els purépetxa van començar a perdre la guerra. Hi ha moltes teories sobre el que li va passar. Alguns dels quals inclouen el seu suïcidi per ofegament, la seva sortida per entrenar a altres per a la guerra i que es va suïcidar per enamorar-se d’un monjo espanyol. Una llegenda fins i tot afirma que va ser segrestada pel seu propi poble i posada en un temple perquè els espanyols no la trobessin i la matessin.

## Llegat
Quan Lázaro Cárdenas era governador de Michoacán, va construir una casa a Pátzcuaro, que va anomenar "La Quinta Eréndira". Havia estat una figura regional, però com a governador i president, Cárdenas va augmentar el reconeixement del seu nom. Es va convertir en un símbol de la resistència indígena a la conquesta espanyola, específicament com a frustració del paper del traductor cultural indígena de Cortés, Malinche. Cárdenas va encarregar al muralista Fermín Revueltas que pintés murals de la història dels purépetxa i que remodelessin la narrativa nacional, des d'un enfocat als asteques fins a un arrelat als indígenes de Michoacan. La història d'Eréndira també es va fer servir per remodelar la "ideologia mestissatge de la construcció de la nació de Mèxic" i va posar "El passat purépetxa ... com l'origen ideal de la nació mexicana".